# Агия Кириаки (дем Велвендо)
Агия Кириаки или старо Скуляри (на гръцки: Αγία Κυριακή, до 1961 година Σκούλιαρη, Скуляри) е село в Република Гърция, част от дем Велвендо в област Западна Македония.

## География
Селото е разположено на 1000 m надморска височина, североизточно от Велвендо, в планината Фламбуро (Пиерия).

## История

### В Османската империя
В 1528 година Скуляри има 5 домакинства с 22 жители.
Църквата „Света Неделя“ в пролома на Лафища (Скулярската река) е от 1750 година.
Александър Синве ("Les Grecs de l’Empire Ottoman. Etude Statistique et Ethnographique"), който се основава на гръцки данни, в 1878 година пише, че в Скуляри (Skouliari) живеят 720 гърци.
На Етнографската карта на Битолския вилает на Картографския институт в София от 1901 година Скляри е чисто гръцко село в Серфидженската каза на Серфидженския санджак с 85 къщи.
Според статистика на Серфидженския санджак на гръцкото консулство в Еласона от 1904 година в Скуляри (Σκούλιαρη), Серфидженска каза, живеят 600 гърци елинофони християни.

### В Гърция
През октомври 1912 година, по време на Балканската война, в селото влизат гръцки части и след Междусъюзническата война в 1913 година селото остава в Гърция. В 1961 година името на селото е сменено на Агия Кириаки, в превод Света Неделя по името на старата църква.
В 1970 година на панорамно място над язовира Полифитоско езеро, на мястото на разрушен по-стар храм от турско време е построена църквата „Свети Атанасий“.
Населението традиционно произвежда картофи, жито, тютюн и други земеделски продукти и се занимава и със скотовъдство.
| Име         | Име            | Ново име   | Ново име   | Описание                  |
| ----------- | -------------- | ---------- | ---------- | ------------------------- |
| Лафиста     | Λάφιστα        | Лафорема   | Λαφόρεμα   | река на Ю от Агия Кириаки |
| Курум Лакос | Κουροϋμ Λάκκος | Ксиролакос | Ξηρόλακκος |                           |
| Горца       | Γκόρτσα        | Ахладиес   | Άχλαδιές   |                           |

| Година    | 1913 | 1920 | 1928 | 1940 | 1951 | 1961 | 1971 | 1981 | 1991 | 2001 | 2011 | 2021 |
| --------- | ---- | ---- | ---- | ---- | ---- | ---- | ---- | ---- | ---- | ---- | ---- | ---- |
| Население | 675  | 585  | 560  | 637  | 747  | 355  | 96   | 92   | 17   | 59   | 14   | 37   |